# Glauber (cràter)
Glauber és un petit cràter d'impacte que es troba just al nord del cràter Mendeleev, situat a la cara oculta de la Lluna.

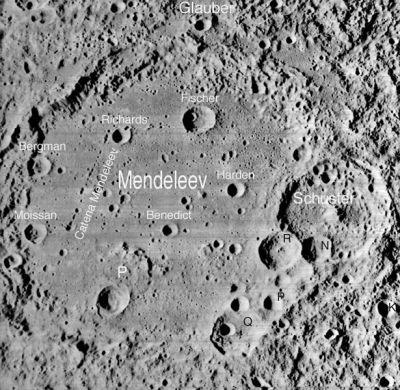
Localització de Glauber, just al nord del gran cràter Mendeleev
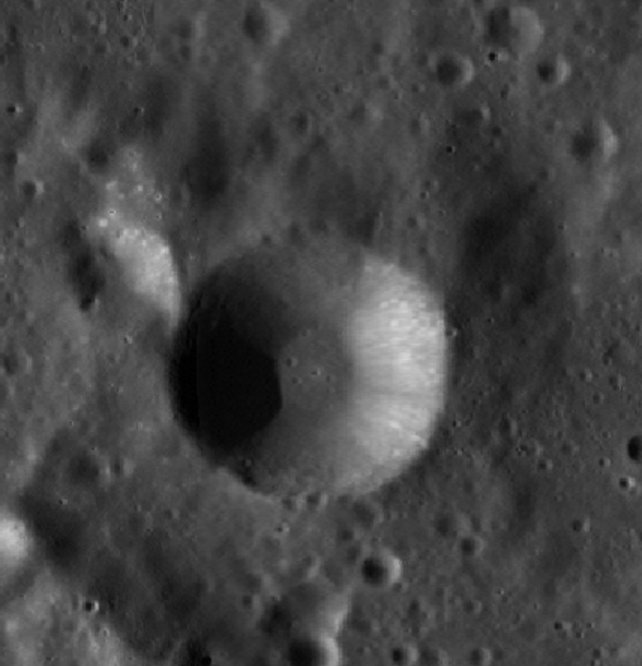
Cràter Glauber (imatge LRO)

Es localitza just per fora de la vora irregular de Mendeleev, però plenament dins el faldó exterior de material ejectat. Es tracta d'un cràter circular, amb una vora que no s'ha erosionat significativament.
Les parets interiors (de perfil senzill, sense aterrassaments) descendeixen fins a una petita plataforma situada al punt mig, amb un pic al centre. El diàmetre d'aquesta plataforma interior és de tot just una tercera part del que presenta tot el cràter.